# رابرت هنری دیک
رابرت هنری دیک (انگلیسی: Robert Henry Dick; ۲۹ ژوئیهٔ ۱۷۸۷ – ۱۰ فوریهٔ ۱۸۴۶) پرسنل نظامی اهل پادشاهی متحد بریتانیای کبیر و ایرلند بود.